# Brezovljani Vojlovički
Brezovljani Vojlovički (1910-ig Brezovljani) falu Horvátországban Verőce-Drávamente megyében. Közigazgatásilag Csacsincéhez tartozik.

## Fekvése
Verőcétől légvonalban 44, közúton 53 km-re délkeletre, községközpontjától 3 km-re északra Szlavónia középső részén, a Drávamenti-síkságon, a Vojlovica-patak partján fekszik.

## Története
A település a 16.-17. században keletkezett Boszniából érkezett pravoszláv vlachok betelepítésével, akik a környező földeket művelték meg. Neve a nyírfát jelentő „breza” főnévből származik és egykor nyírfákkal benőtt területre utal. A térség többi településével együtt 1684-ben szabadult fel a török uralom alól. A lakosság részben helyben maradt. 1698-ban „Brezovlany” néven 3 családdal szerepel Szlavónia felszabadított településeinek összeírásában. A felszabadítás után előbb kamarai birtok volt, majd 1722-ben III. Károly király a környező falvakkal együtt gróf Cordua d' Alagon Gáspár császári tábornoknak adományozta. 1730-ban Pejácsevich Antal, Miklós és Márk vásárolták meg tőle, majd 1742-ben a raholcai uradalommal együtt a Mihalovics családnak adták el. Ezután a 19. század végéig a Mihalovicsoké volt.
Az első katonai felmérés térképén „Dorf Bresovliani” néven találjuk. Lipszky János 1808-ban Budán kiadott repertóriumában „Brezovlyani” néven szerepel. Nagy Lajos 1829-ben kiadott művében „Brezovlyani” néven 21 házzal, 118 katolikus vallású lakossal találjuk.
1857-ben 91, 1910-ben 199 lakosa volt. 1910-ben a népszámlálás adatai szerint lakosságának 72%-a szerb, 16%-a horvát, 9%-a magyar anyanyelvű volt. Verőce vármegye Szalatnoki járásának része volt. Az első világháború után 1918-ban az új szerb-horvát-szlovén állam, majd később (1929-ben) Jugoszlávia része lett. 1991-ben lakosságának 54%-a szerb, 25%-a horvát nemzetiségű volt. 2011-ben 50 lakosa volt.

## Lakossága
| Lakosság változása | Lakosság változása | Lakosság változása | Lakosság változása | Lakosság változása | Lakosság változása | Lakosság változása | Lakosság változása | Lakosság változása | Lakosság változása | Lakosság változása | Lakosság változása | Lakosság változása | Lakosság változása | Lakosság változása | Lakosság változása |
| ------------------ | ------------------ | ------------------ | ------------------ | ------------------ | ------------------ | ------------------ | ------------------ | ------------------ | ------------------ | ------------------ | ------------------ | ------------------ | ------------------ | ------------------ | ------------------ |
| 1857               | 1869               | 1880               | 1890               | 1900               | 1910               | 1921               | 1931               | 1948               | 1953               | 1961               | 1971               | 1981               | 1991               | 2001               | 2011               |
| 91                 | 127                | 88                 | 106                | 153                | 199                | 159                | 292                | 277                | 316                | 289                | 158                | 140                | 107                | 73                 | 50                 |